# Sabino da Bulgária
Sabino (em búlgaro: Сабин; romaniz.: Sabin; em grego medieval: Σαβῖνος) foi o cã búlgaro entre 765 e 766. Alguns acadêmicos acreditam que Sabino foi omitido da Nominalia dos Cãs Búlgaros por ele ser de origem eslava, mas seu nome pode também indicar uma origem latina ou mesmo iraniana. Cormiso era sogro ou cunhado de Sabino, que, portanto, não pertencia de fato ao clã Vokil.

## História
Sabino ascendeu ao trono depois do assassinato de Teletzes em 765 e representava a facção da nobreza búlgara que buscava alguma forma de acomodação com o Império Bizantino. Por isso, ele rapidamente enviou emissários em segredo ao imperador Constantino V Coprônimo, que tinha acabado de derrotar Teletzes, seu predecessor, buscando a paz. Quando as negociações foram descobertas, os búlgaros se rebelaram e realizaram uma assembleia na qual acusaram Sabino de provocar a "escravidão da Bulgária".
Desertado pelos aliados, Sabino fugiu para a Mesembria bizantina em 766 e de lá seguiu para Constantinopla, onde foi recebido pelo imperador, que acertou a vinda de sua família da Bulgária. Em 768, Sabino participou das negociações de Constantino V com o novo cã, Pagão, mas as palavras elogiosas do imperador tiveram pouco impacto. Sabino passou então o resto da vida no exílio.
A compilação do século XVII dos búlgaros do Volga, Ja'far Tarikh, uma obra cuja autenticidade é disputada, apresenta Sain (Sabino) como um usurpador que depôs Teles (Teletzes) e foi, em seguida, deposto pelo sogro do primeiro, Yumart (Umor).